# 古渡街道
古渡街道，是中华人民共和国陕西省咸陽市秦都区下辖的一个乡镇级行政单位。

## 行政区划
古渡街道下辖以下地区：
珠泉社区、毕阳社区、玉泉社区、玉珠社区、陇安社区、惠安社区、杨家台村、西张堡村、肖家堡村、苏家堡村、石斗村、永安堡村和魏家泉村。